# Гаретовский, Иван Алексеевич
Ива́н Алексе́евич Гаретовский (ок. 1781 — 1860, Рязань) — русский педагог.

## Биография
Происходил из духовного звания.
Свою преподавательскую деятельность начал в Рязанской духовной семинарии (в 1803), откуда перешел в уездное училище (1806), а позже — в мужскую гимназию, где преподавал латинский язык (1810—1814), российскую словесность (1814—1831) и закон Божий (1820—1827). По свидетельству его ученика, А. Д. Галахова, «он выходил из ряда своих товарищей как редкое исключение. Уменьем объяснять уроки внушал своим ученикам охоту заниматься его предметами. Он обладал даром слова как в письме, так и в разговоре». Был также хранителем депо учебных книг (1818—1827) и библиотекарем гимназии (1820—1829). Он предложил устроить при рязанской гимназии кабинет для чтения, был поддержан директором гимназии И. М. Татариновым и 6 октября 1820 года состоялось открытие кабинета чтения, благодаря которому жители города получили возможность пользоваться фондом гимназической библиотеки. Для чтения предлагались классические русские авторы, образцовые переводы древних и новых авторов, собственные сочинения и переводы любых участников заседаний, критические разборы русских авторов и собственных сочинений. Заседания проходили 4 раза в месяц по средам в комнате гимназической библиотеки. Участники собраний имели право пользоваться всеми книгами и учебными пособиями, находящимися в гимназии, как в библиотечной комнате, так и взяв их на дом под расписку. Вскоре после открытия правила кабинета чтения (вместе с речью Гаретовского) были опубликованы в «Вестник Европы» (№ 20), редактор которого — профессор Московского университета М. Т. Каченовский — сопроводил их замечанием: «учреждение, достойное послужить примером для прочих гимназий». Кабинет заседал стабильно и уже на пятое заседание 3 ноября 1820 года пришли многие знатные рязанцы, в том числе генерал-губернатор А. Д. Балашов. Сохранившиеся документы позволяют утверждать, что заседания кабинета чтения продолжались до июня 1830 года, после чего упоминания о кабинете отсутствуют.
В Рязани Гаретовский дослужился до чина надворного советника, был награжден орденом Св. Анны 3-й степени, получил массу благодарностей от начальства. В 1832 году он был назначен на должность директора Витебской гимназии и по выслуге пенсии вышел в отставку. Последние годы своей жизни провёл в Рязани (жил в доме на Новослободской улице), где и умер в 1860 году.